# Падин-да-Граса
Падин-да-Граса (порт. Padim da Graça)  —  район (фрегезия) в Португалии,  входит в округ Брага. Является составной частью муниципалитета  Брага. Находится в составе крупной городской агломерации Большое Минью. По старому административному делению входил в провинцию Минью. Входит в экономико-статистический  субрегион Каваду, который входит в Северный регион. Население составляет 1580 человек на 2001 год. Занимает площадь 3,35 км².